# Faux-la-Montagne
Faux-la-Montagne, auf Okzitanisch „Faus“, ist eine Gemeinde in Frankreich. Sie gehört zur Region Nouvelle-Aquitaine, zum Département Creuse, zum Arrondissement Aubusson und zum Kanton Felletin. Das Gemeindegebiet ist Teil des Regionalen Naturparks Millevaches en Limousin.

## Geografie
Die Gemeinde grenzt im Nordwesten an Beaumont-du-Lac und Royère-de-Vassivière, im Nordosten an Gentioux-Pigerolles, im Südosten an Peyrelevade, im Süden an Tarnac, im Südwesten an Rempnat und im Westen an Nedde und La Villedieu. Die Gemeindegemarkung hat Anteile an den Seen Lac du Channet im Südosten und Lac de Vassivière im Nordwesten. Vollumfänglich in Faux-la-Montagne und nördlich des Dorfkerns liegt der Lac de Faux, der vom Flüsschen Feuillade durchströmt wird.
Die vormalige Route nationale 692 führt über Faux-la-Montagne.

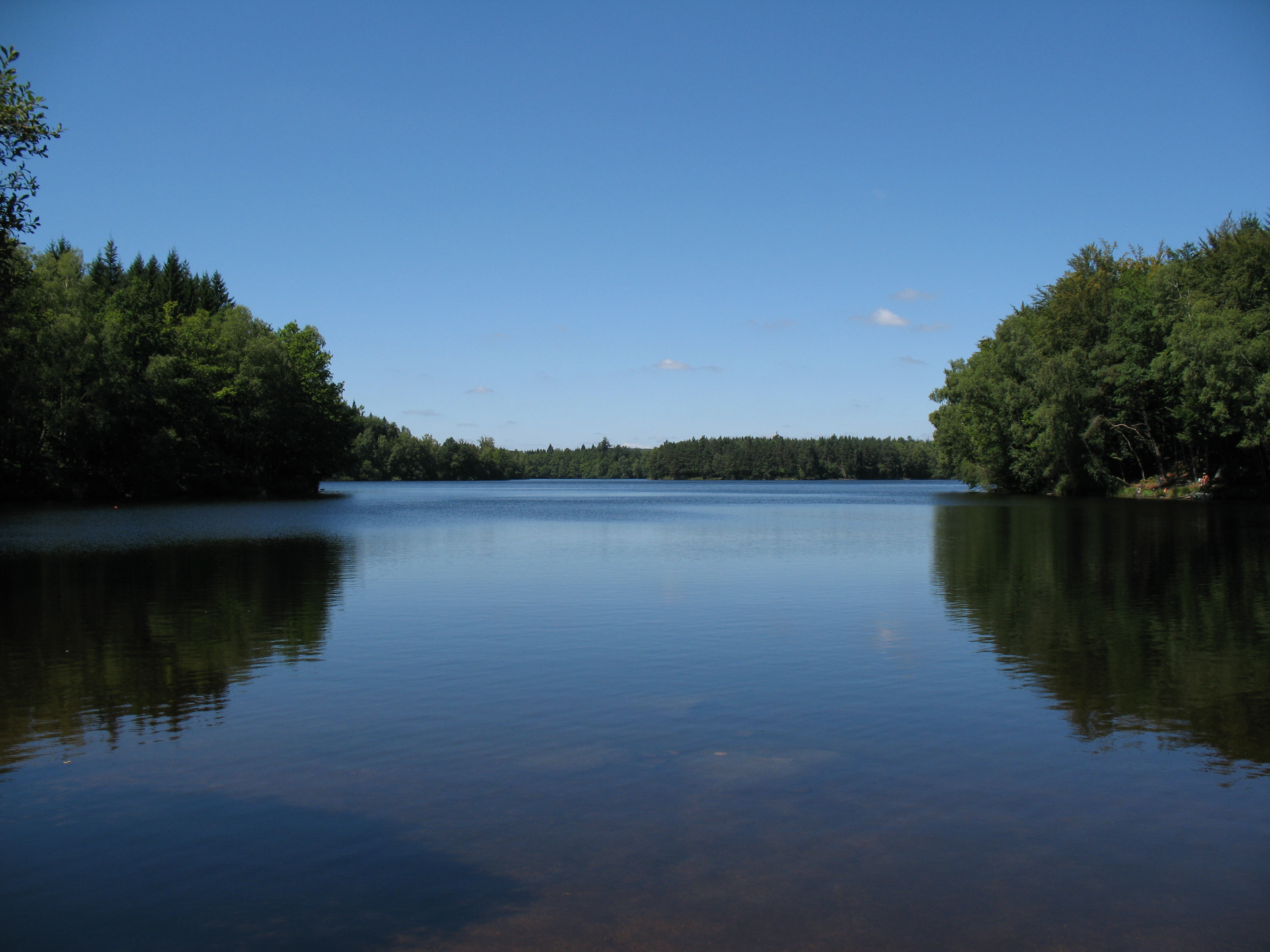
Lac de Faux

### Straßennamen
In Frankreich schreibt ein Dekret aus 1994 Gemeinden erst ab 2000 Einwohnern Straßennamen und Hausnummern vor. Faux-la-Montagne liegt bei einem Fünftel bis Viertel dieses Werts. Der Gemeinderat samt Bürgermeisterin möchten bis Ende 2021 Straßennamen einführen, um Lieferdiensten, Aushilfs-Postzustellern und Pflegediensten die Arbeit zu erleichtern und hat im Herbst 2021 die Bürger um Namensvorschläge gebeten.
Ein anonymes Protestschreiben wendet sich gegen die Benennung, da es Versendern wie Amazon helfe, Fuß zu fassen, was nicht gut wäre. Eine Einwohnerin wendet sich gegen Urbanisierung und meint, man hätte Bezeichnungen wie „Straße der alten Frauen“ ohnedies im Kopf und würde Zustellern persönlich weiterhelfen.

## Bevölkerungsentwicklung
| Jahr      | 1962 | 1968 | 1975 | 1982 | 1990 | 1999 | 2008 | 2013 |
| --------- | ---- | ---- | ---- | ---- | ---- | ---- | ---- | ---- |
| Einwohner | 695  | 565  | 417  | 396  | 391  | 394  | 364  | 346  |

## Sehenswürdigkeiten
- Kirche Saint-Étienne, Monument historique

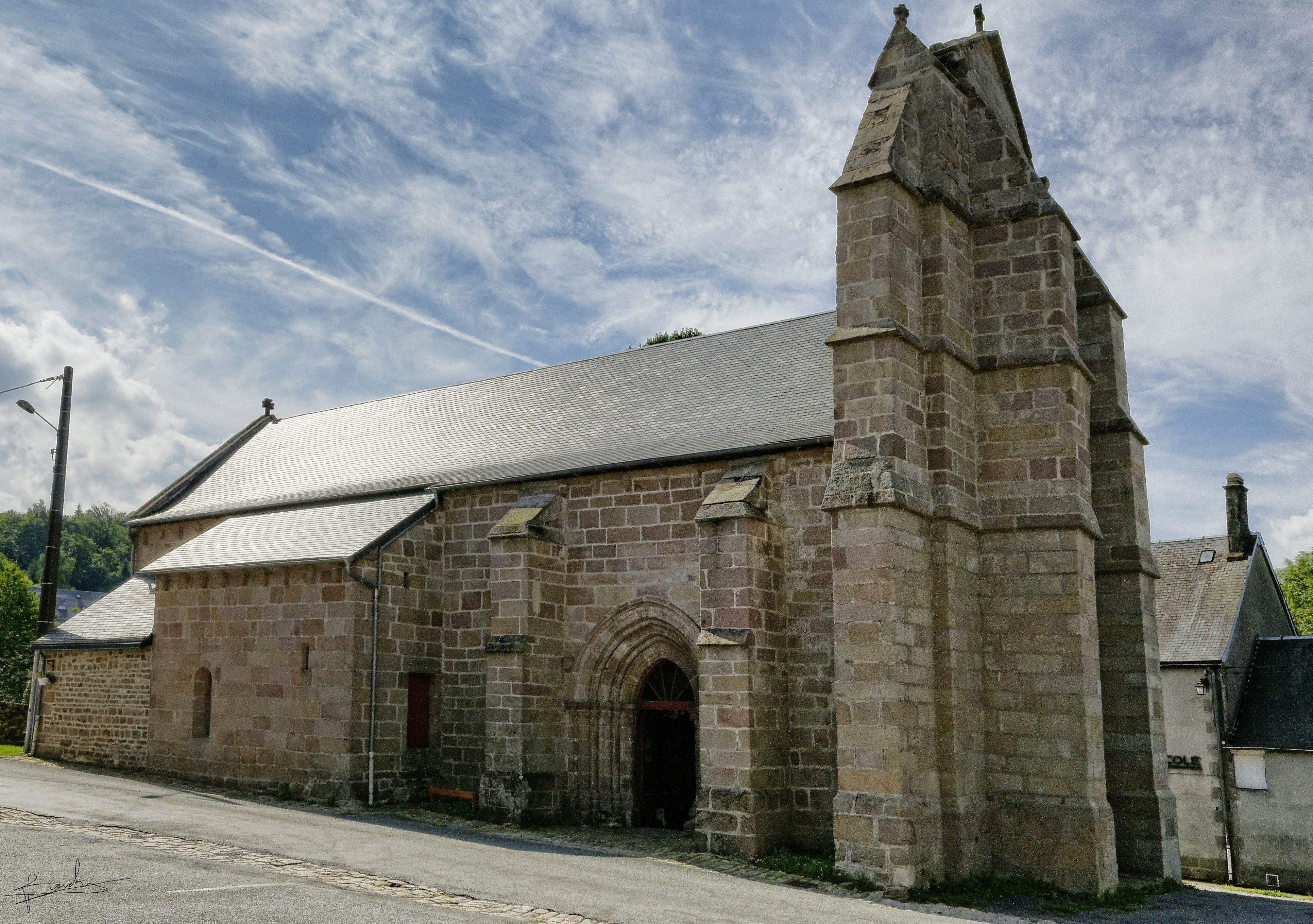
Kirche Saint-Étienne